# Mwakisandu
Mwakisandu è una circoscrizione rurale (rural ward) della Tanzania situata nel distretto di Meatu, regione del Simiyu. Conta una popolazione di 8 941 abitanti (censimento 2012).